# Monogamie

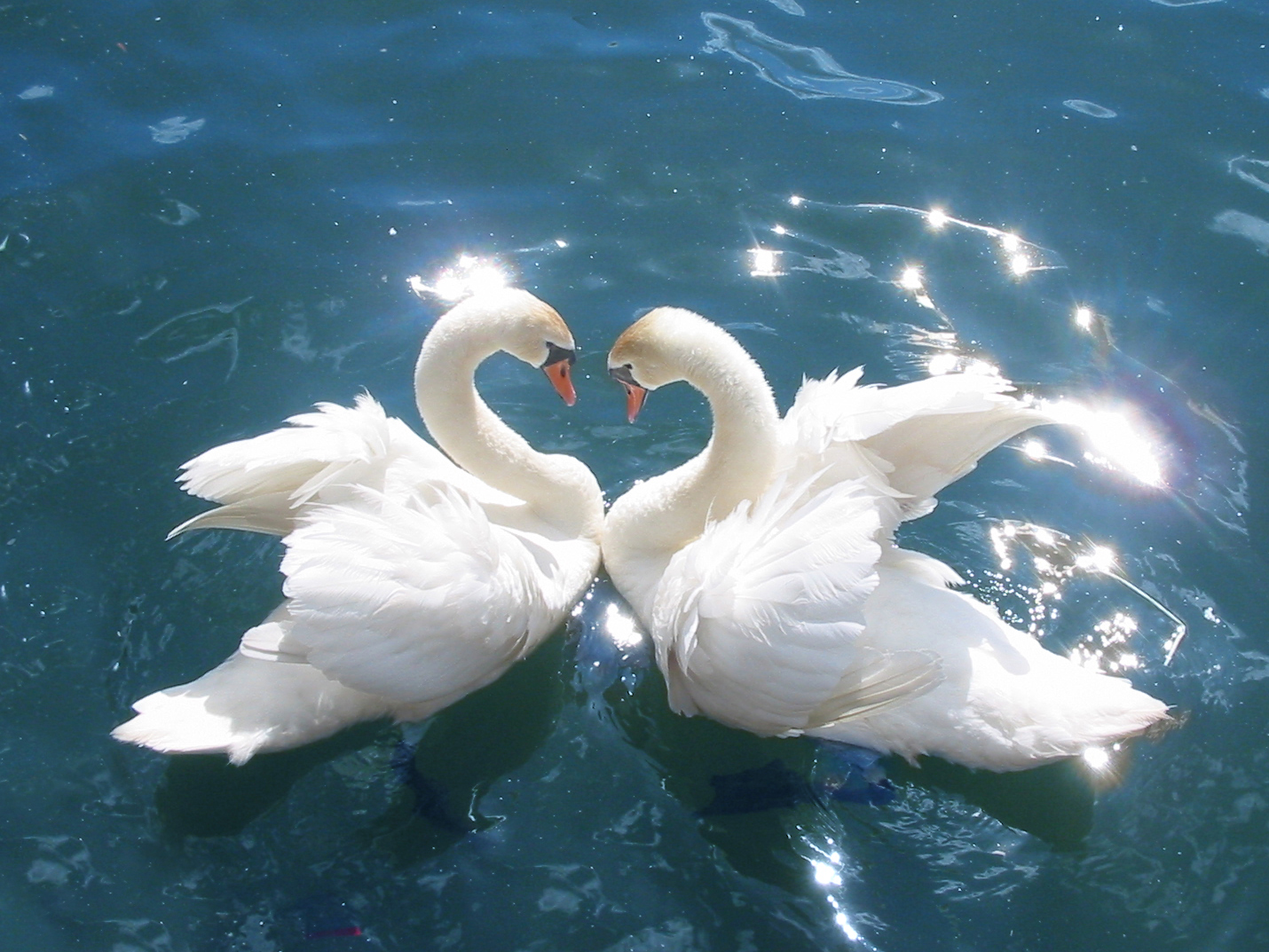
Les cygnes sont réputés monogames.

En anthropologie, en droit et en sociologie, la monogamie désigne un régime juridique qui autorise un unique contrat de mariage concomitant, ce qui se distingue notamment des régimes qui autorisent la polygamie. L’étymologie du terme se raccorde pleinement à cette perspective puisqu’il vient du grec monos, un seul, et gamos, mariage.
En éthologie, la monogamie est le fait de n'avoir qu'un seul partenaire. Les orques, les pigeons, les manchots, les hippocampes et les gerbilles, par exemple, sont réputés monogames. Les travaux en écologie comportementale et l'avènement des techniques d'empreinte génétique à la fin des années 1980, ont montré l'ambiguïté de la monogamie (notamment chez les oiseaux où la coopération d'un mâle et d'une femelle dans l'élevage des jeunes ne permet en rien de préjuger d'une fidélité sexuelle). Ces études ont amené les chercheurs à distinguer la monogamie sociale (couple élevant seul une famille sans inférer d'une activité reproductrice et pouvant donc admettre plusieurs partenaires sexuels), la monogamie sexuelle (ou monogamie génétique qui présente un mode d'accouplement exclusif), cette dernière pouvant être subdivisée en monogamie sérielle (partenaires fidèles successifs) et monogamie vraie (partenaires fidèles à vie). Les chercheurs distinguent également la monogamie temporaire limitée à une saison de reproduction, la monogamie prolongée et la monogamie permanente. Enfin, ils appellent monogamie stricte le fait pour une espèce d'associer à la fois la monogamie sociale et la monogamie génétique.
Chez les plantes, c'est le caractère d’une classe du système de Linné qui renferme les plantes dont les fleurs sont isolées les unes des autres et n’ont pas d’enveloppe commune, mais un seul calice.

## Causes de la monogamie sociale
Différentes hypothèses ont été avancées pour expliquer l’apparition et le maintien de la monogamie dans différents groupes zoologiques, hypothèses non exclusives et non exhaustives : contraintes écologiques sur les mâles (lorsque les ressources sont uniformément réparties dans l’espace, les mâles ne contrôleraient pas suffisamment de ressources pour assurer la reproduction de plus d'une femelle), nécessité des soins paternels pour assurer le succès reproducteur, territorialité (stratégie de coopération chez les espèces territoriales afin d'assurer une meilleure défense d'un territoire), synchronisation de la reproduction (des femelles toutes fertiles en même temps limitent le potentiel de polygynie des mâles), vulnérabilité des femelles à la prédation et aux infanticides (les mâles ne donnant aucun soin parental mais défendant les femelles contre les prédateurs et le harcèlement d'autres mâles à la recherche d'un partenaire), rôle actif des femelles (comportement agressif des femelles appariées vis-à-vis de leurs rivales).

## Chez les humains
Les études sur la cardinalité solennellement admise du nombre de parties prenantes à un mariage dans les sociétés contemporaines établissent généralement à 1 % les cadres polyandres et globalement à 2% celles qui sont polygames,. Mais ces deux derniers taux ne restituent pas le fait que la majeure partie des sociétés polygames tant historiquement que contemporainement s'avèrent polygynes. En effet, ils contrastent fortement avec les estimations donnant facilement de 80 à 85 % de sociétés polygynes par le passé, et des études qui prennent généralement comme synonyme polygynie et polygamie pour les pays qui en légalisent la pratique,,. La tendance globale depuis la moitié du 20e siècle fait nettement progresser le taux de monogamie, ce qui semble abonder vers l'hypothèse d'un découplage fort avec la richesse matérielle étant donné l'envolée des écarts croissants en la matière.
Une étude universitaire publiée en 2012 a utilisé les données criminologiques disponibles pour comparer sociétés polygames et monogames. Selon les auteurs, elle conclut que les cultures monogames connaissent moins de viols, d'enlèvements, d'assassinats et maltraitance d'enfants, et d'autres crimes, que les sociétés polygames. L'institutionnalisation de la monogamie semble apporter plus d'avantages nets pour une société notamment car sans cela de nombreux hommes sont contraints au célibat avec moins d'espoir de pouvoir vivre avec une femme. Ils seraient alors plus susceptibles de violence et de comportements asociaux ; l'étude posait comme hypothèse que la monogamie institutionnalisée est associée à un modèle culturel mieux adapté[non neutre] au monde moderne[Quoi ?] [Comment ?], réduisant la compétition intrasexuelle chez les jeunes, et réduisant par suite le taux de criminalité (dont en termes de viol, assassinat, agression, vol et la fraude, ou de certains abus personnels) tout en diminuant les écarts d'âge entre conjoints, la fertilité, et l'inégalité des sexes et en déplaçant les efforts des hommes de la recherche d'une épouse vers plus d'investissement paternel, et une meilleure productivité économique. Peter Richerson estime qu'en augmentant le degré de parenté au sein des ménages, la monogamie normative réduit effectivement les conflits intra-ménages, et conduit à moins de négligence envers les enfants, moins d'abus, de mort accidentelle et d'homicide. Cette hypothèse a été testée en utilisant les lignes convergentes d'éléments de preuve de l'ensemble des sciences humaines.
Dans Et l'évolution créa la femme (2020), Pascal Picq évoque « toutes les formes de monogamie : sexuelle, à la carte, séquentielle et sociale » (p. 175). Le « contrat monogame » (p. 122) (monogamous package) comprend quatre éléments : liens de couple (proximité, contacts physiques), surveillance du partenaire (coercition sexuelle), attachement émotionnel (relations qualitatives et affectives), soins biparentaux (de reproduction : protection, soins, nourrissement, soins, transport, jeux, etc.), dont toutes les clauses ne sont pas forcément toujours tenues par le seul couple monogame (selon espèce, lignage, famille, etc., chez les primates).

## Chez les autres animaux
La monogamie est assez rare chez les animaux, notamment en raison du degré important de l'investissement maternel dans la nutrition de l'embryon et la lactation, ce qui explique la fréquence de la polygynie (35 % chez les mammifères). La monogamie sociale peut être répandue dans certaines classes d'animaux (90 à 92 % chez les oiseaux), ce qui permet d'élever un plus grand nombre de jeunes par couvée mais les monogamies sexuelles durables sont assez rares (choucas, cygnes, oies, pigeons, tourterelles…).
Les chercheurs estiment qu'elle est présente chez un invertébré sur dix mille (quelques insectes et crustacés), et évaluent de 3 à 10,5 % le nombre de mammifères n'ayant qu'un seul partenaire social. Celle-ci autorisant en fait plusieurs partenaires sexuels. La monogamie vraie, c'est-à-dire assortie d'une fidélité sexuelle serait encore plus rare, on l'estime inférieure à 3 % des espèces.
La monogamie sociale serait d'abord une forme dérivée du conflit sexuel et de la guerre des sexes à partir de comportements d'accompagnement tels que le territoire ou le mate-guarding selon Thierry Lodé. La monogamie réelle répond ainsi à un contrôle de la sexualité des femelles par les mâles ou dans de rares cas, des mâles par les femelles. La sexualité exclusive n'existerait d'ailleurs pas dans la nature et la diversité des conduites sexuelles serait largement privilégiée par l'évolution biologique.[réf. nécessaire]
Selon une étude publiée en 2006, l'observation des animaux conduit à penser que la monogamie répond avant tout à des impératifs économiques. Les animaux choisissent assez souvent un nouveau partenaire l'année suivante. Cette tendance semble s'accentuer avec les changements climatiques du xxie siècle, ces derniers poussant les espèces qui en souffrent à chercher à augmenter leurs chances de survie.

### Quelques animaux réputés monogames

#### Mammifères
- Avahi laineux
- Blaireau européen
- Castor
- Dik-dik
- Gerbille de Mongolie
- Mara
- Orque
- Ouistiti pygmée
- Porc-épic du Cap
- Renard corsac
- Renard du Tibet
- Siamang
- Tamia du Colorado
- Coyote
- Fennec
- Loup
- etc.

#### Oiseaux
- Cagou
- Oie cendrée
- Cygne
- Cigogne
- Pigeon
- Macareux
- Inséparable et autres Psittacidae
- Manchot
- Roselin familier
- Mésange de Gambel
- Merlebleu de l'Est
- Tourterelle triste
- Mérion de Lambert, Mérion à dos rouge, Mérion élégant, Mérion leucoptère
- Chardonneret jaune
- Tohi à calotte fauve
- Grive des bois
- Guacharo des cavernes
- Merle noir
- Passerin nonpareil
- Œdicnème bridé
- Vacher criard
- Quiscale du Nicaragua, Quiscale chanteur
- Oriole noir et or
- Carouge galonné
- Albatros à tête grise
- Paruline à gorge grise
- Albatros à nez jaune
- Puffin des Anglais
- Colin de Gambel
- Tyran quiquivi
- Jaseur d'Amérique
- Bruant zizi
- Canard d'Eaton
- Plongeon du Pacifique
- Pirolle de Taiwan
- Carouge de Porto Rico
- Colombine wonga
- Eulophe koklass
- Lophophore de Lhuys
- etc.

#### Divers
- Hippocampe
- Amphiprion perideraion, un poisson clown
- Diplozoon paradoxum, un ver plat
- Schistosoma haematobium, un ver plat
- Tomicus piniperda, un coléoptère
- Hemilepistus reaumuri, un cloporte
- Julidochromis marlieri, un poisson
- Neolamprologus leleupi, un poisson
- etc.

## Pour approfondir